# Tomas Galvez
Tomas Kristian Galvez (* 28. ledna 2005) je finský profesionální fotbalista, který hraje na pozici levého obránce za nizozemský klub SC Cambuur, kde je na hostování z Manchesteru City. Narodil se v Anglii, ale hraje za finský národní tým.

## Klubová kariéra
Galvez je mládežnickým produktem Watfordu a po pěti letech v roce 2021 přestoupil do mládežnické akademie Manchesteru City. Hrál za ně až do úrovně U23. V červenci 2022 podepsal s klubem svou první profesionální dvouletou smlouvu.
Dne 7. srpna 2024 se Galves připojil k rakouskému klubu LASK na sezónní hostování.
Dne 12. ledna 2025 bylo jeho hostování ukončeno a následně byl poslán na hostování do nizozemského klubu Cambuur na zbytek sezóny.

## Reprezentační kariéra
Galvez se narodil v Anglii a má po otci španělský a po matce finský původ. Na mezinárodní úrovni se rozhodl reprezentovat finskou fotbalovou reprezentaci, protože za Finsko hrál i na různých mládežnických úrovních.
Svůj mezinárodní debut ve finském seniorském národním týmu si odbyl při porážce v přátelském utkání, ve kterém jeho tým prohrál 2:0 se Švédskem dne 9. ledna 2023, ve věku 17 let. Dne 20. listopadu 2023 si Galvez odbyl soutěžní debut v kvalifikačním zápase na Mistrovství Evropy ve fotbale 2024 proti San Marinu. Při venkovní výhře 1:2 si připsal asistenci.

## Statistiky

### Klubové
Platí k zápasu hranému 24. února 2025.
| Klub                | Sezóna            | Liga                  | Liga   | Liga | Národní pohár | Národní pohár | Kontinentální | Kontinentální | Ostatní | Ostatní | Celkově | Celkově |
| Klub                | Sezóna            | Soutěž                | Zápasy | Góly | Zápasy        | Góly          | Zápasy        | Góly          | Zápasy  | Góly    | Zápasy  | Góly    |
| ------------------- | ----------------- | --------------------- | ------ | ---- | ------------- | ------------- | ------------- | ------------- | ------- | ------- | ------- | ------- |
| LASK (hostování)    | 2024/25           | Rakouská Bundesliga   | 3      | 0    | 1             | 0             | 0             | 0             | –       | –       | 4       | 0       |
| LASK II (hostování) | 2024/25           | Rakouská Regionalliga | 3      | 0    | –             | –             | –             | –             | –       | –       | 3       | 0       |
| Cambuur (hostování) | 2024/25           | Eerste Divisie        | 4      | 0    | 0             | 0             | –             | –             | –       | –       | 4       | 0       |
| Celkově v kariéře   | Celkově v kariéře | Celkově v kariéře     | 10     | 0    | 1             | 0             | 0             | 0             | 0       | 0       | 11      | 0       |

### Reprezentační
Platí k zápasu hranému 10. října 2024.
| Finsko  | Finsko | Finsko |
| Rok     | Zápasy | Góly   |
| ------- | ------ | ------ |
| 2023    | 2      | 0      |
| 2024    | 3      | 0      |
| Celkově | 5      | 0      |

## Úspěchy
- Mladý hráč roku 2023 podle Finské fotbalové asociace